# Embalaje reutilizable
El embalaje reutilizable está fabricado con materiales duraderos y está diseñado específicamente para múltiples usos garantizando una vida útil prolongada. El embalaje o un contenedor reutilizable está "diseñado para ser reutilizado sin afectar su función de protección". El término retornable a veces se usa indistintamente, pero también puede referirse a la devolución de empaques o componentes para fines distintos a la reutilización: reciclaje, eliminación, incineración, etc. Por lo general, los materiales utilizados para fabricar envases retornables incluyen acero, madera, láminas de polipropileno u otros materiales plásticos.
La reutilización del embalaje es una consideración importante del principio ambiental de "reducir, reutilizar y reciclar". También es relevante para el movimiento a favor del empaquetado sustentable. Los organismos reguladores fomentan el uso de empaques retornables. 

## Contenedores de envío
Durante muchos años, diversos tipos de contenedores de envío han sido retornables y reutilizables. Estas medidas han resultado más viables cuando un sistema de logística inversa está disponible o puede desarrollarse con facilidad.
Un sistema de devolución, reacondicionamiento y reutilización puede ahorrar dinero en el coste por envío y puede reducir la huella ambiental del embalaje. 
La industria manufacturera, en particular la industria automotriz, ha utilizado estanterías de paletización retornables de alta resistencia para el envío de capós, guardabarros, motores, tableros de instrumentos, etc., desde sus proveedores hasta las plantas de ensamblaje final. Posteriormente, las estanterías de paletización se devuelven para su siguiente ciclo de envío.
Los alimentos a granel, productos químicos y farmacéuticos suelen enviarse en contenedores reutilizables y retornables. Estos deben ser cuidadosamente inspeccionados, aseados y desinfectados como parte del ciclo de reutilización. Es necesario contar con un sistema de gestión de calidad eficaz.
Los palets de madera a menudo suelen fabricarse para ser desechables, es decir, para un solo envío. Otros son de alta resistencia y están destinados a múltiples envíos. Algunos se encuentran en grupos de palets que se utilizan, inspeccionan y reacondicionan para un uso prolongado.
El uso de embalajes de madera resulta fundamental en el comercio internacional para transportar y resguardar productos y mercancías.
Los contenedores industriales para transporte, frecuentemente reutilizados, cuentan con etiquetas de código de barras o chips de identificación por radiofrecuencia (RFID) para facilitar la identificación y el direccionamiento de los contenedores.

### Uso en la industria automotriz
Los fabricantes de equipo original (OEM, por sus siglas en inglés) de la industria automotriz utilizan y fomentan el uso de embalajes retornables para trasladar componentes desde sus proveedores hasta sus fábricas. Los componentes se colocan en empaques retornables y en ocasiones se disponen de forma que facilitan su traslado directo a las líneas de montaje. Este tipo de embalaje o empaque sustituye a los cartones corrugados tradicionales, lo que ayuda a las empresas a reducir costos al evitar el desperdicio y el esfuerzo necesario para desechar dichos cartones. Igualmente ayuda a reducir la huella ambiental de la industria automotriz.
Otros beneficios de utilizar embalajes retornables incluyen la prevención de daños a las piezas durante su transporte. En ocasiones, las piezas se colocan en recipientes especialmente diseñados para facilitar su recolección en la línea de ensamblaje, lo que contribuye a reducir errores y simplificar la gestión del inventario.
Algunos ejemplos de embalaje retornable en la industria automotriz:
|  |  |  |  |

## Envases y embalaje de consumo
Diversos tipos de envases de consumo han formado parte de sistemas de reutilización. Las botellas de leche reutilizables, refrescos y cerveza han sido parte de ciclos cerrados de uso-devolución-limpieza-rellenado-reutilización. Los recipientes para almacenar alimentos suelen ser reutilizables. Las botellas de plástico gruesas se promueven como una mejora ambiental en comparación con las botellas delgadas de un solo uso. Algunos vasos de plástico se pueden reutilizar, la mayoría, sin embargo, son desechables.
Para conservar alimentos en casa, se suelen utilizar frascos de vidrio, los cuales pueden reutilizarse en múltiples ocasiones.
Muchos tipos de envases no alimentarios, incluyendo las bolsas reutilizables y el equipaje, están diseñados para ser reutilizados por los consumidores.
Con cualquier envase de alimentos, una limpieza y desinfección adecuadas entre cada uso del mismo son fundamentales para la salud.

En septiembre de 2019, el Comité de Medio Ambiente, Alimentación y Asuntos Rurales del Reino Unido publicó un informe afirmando que la intervención oficial debería fomentar que más tiendas ofrezcan opciones rellenables en lugar de utilizar envases tradicionales de un solo uso.

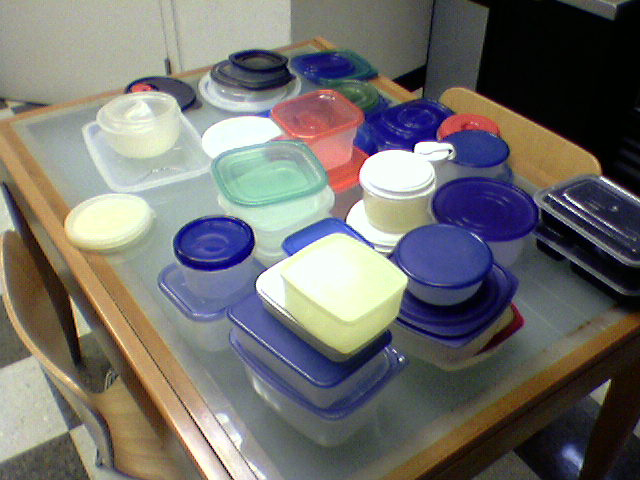
Contenedores plásticos de uso doméstico
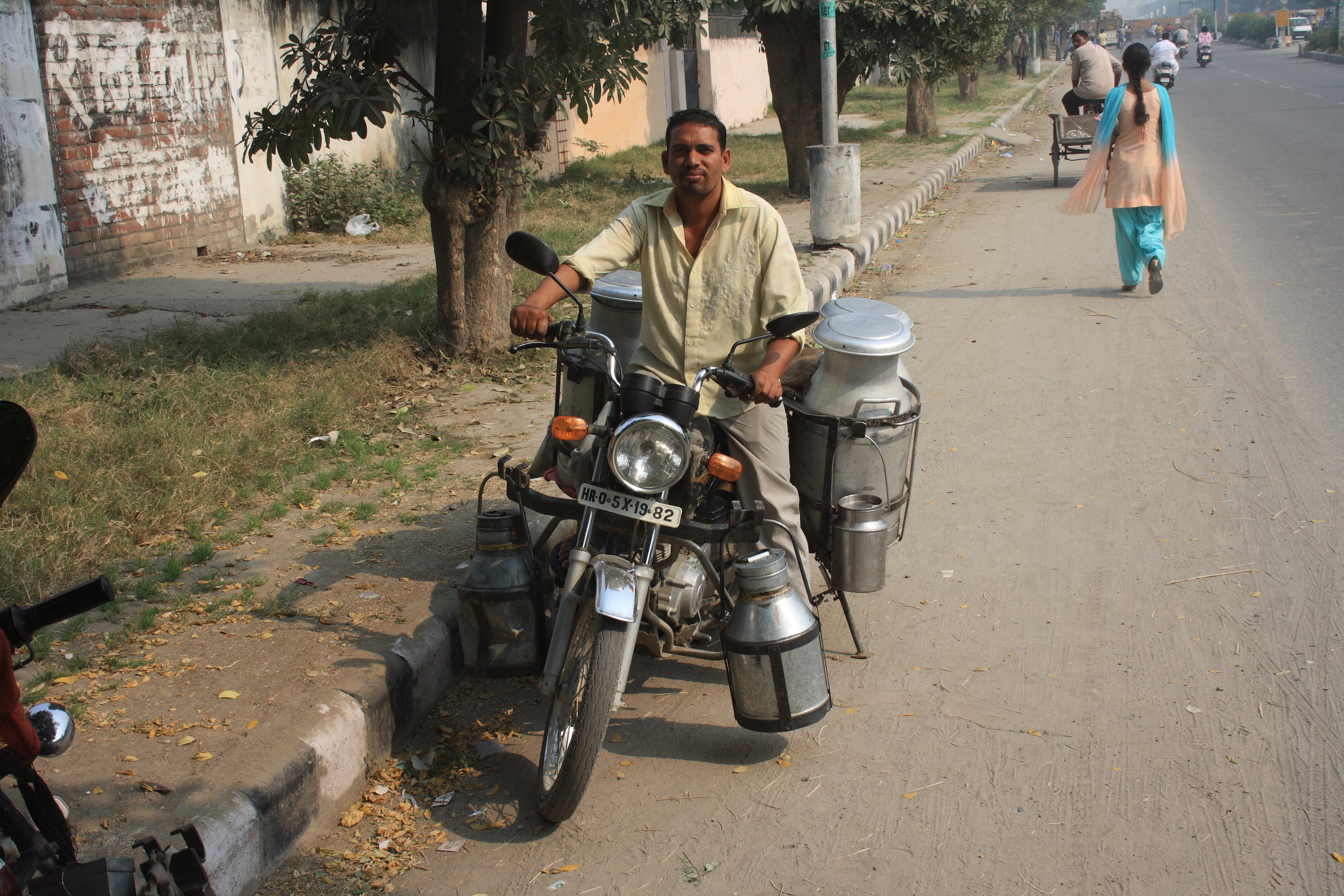
Entrega de leche en India en envases reutilizables de acero inoxidable
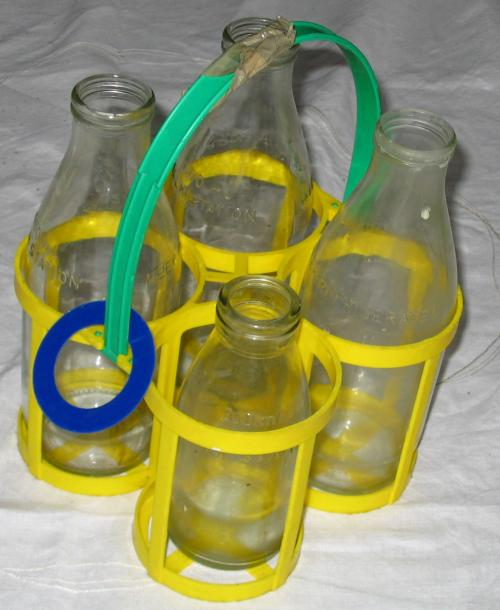
Botellas de leche reutilizables con soporte para botellas
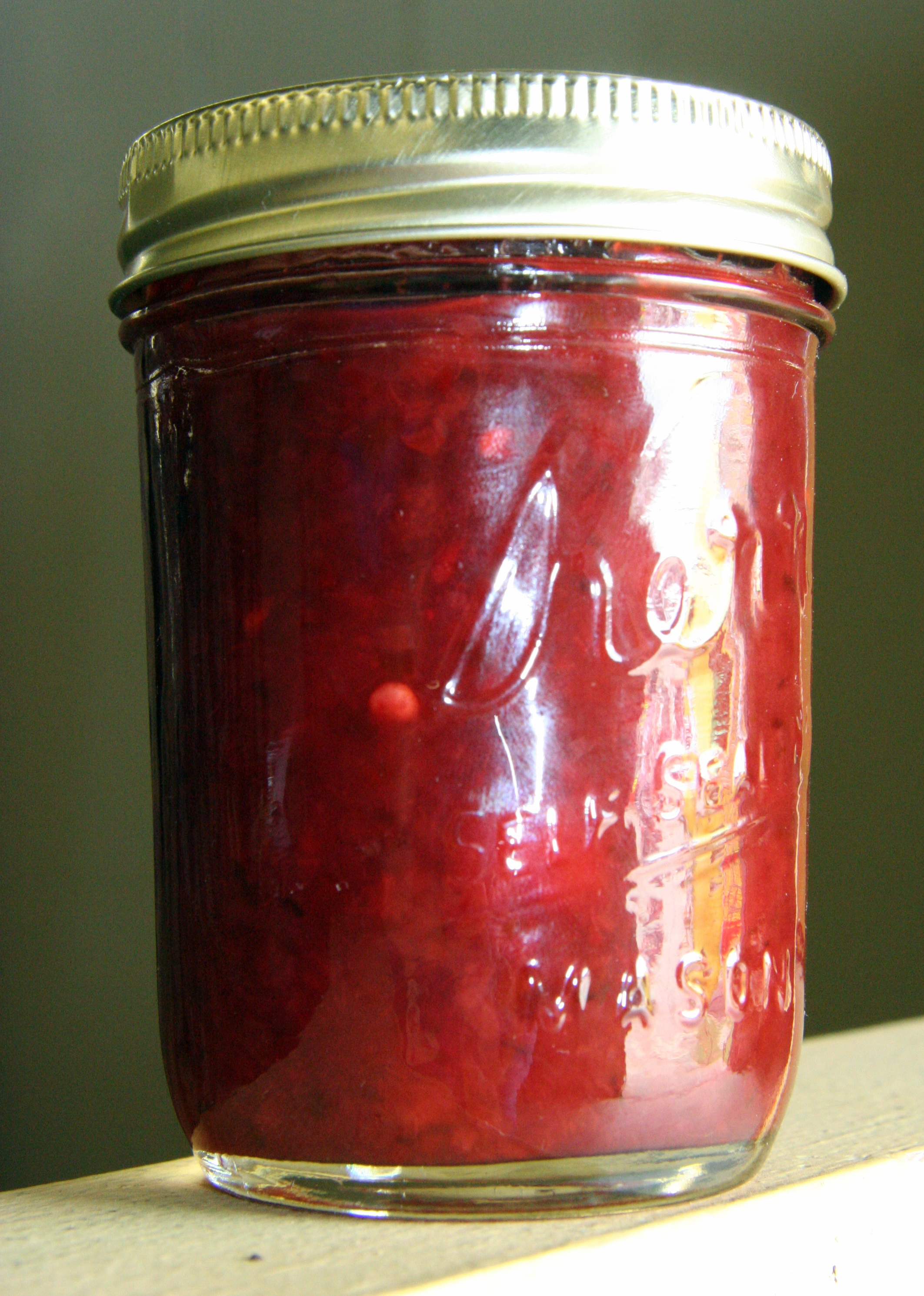
Frascos de vidrio para conservas
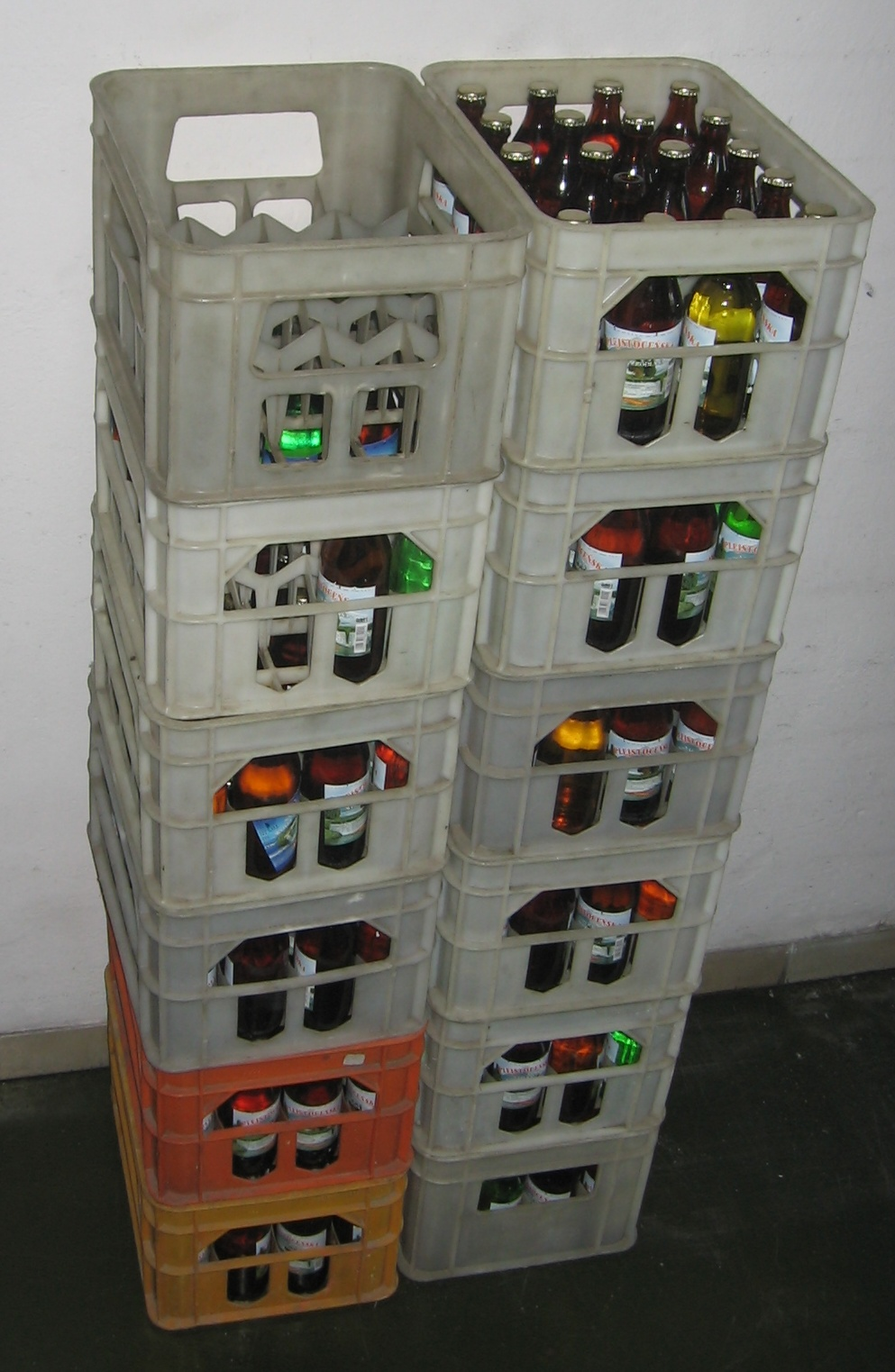
Botellas de vidrio de agua mineral en cajas de plástico
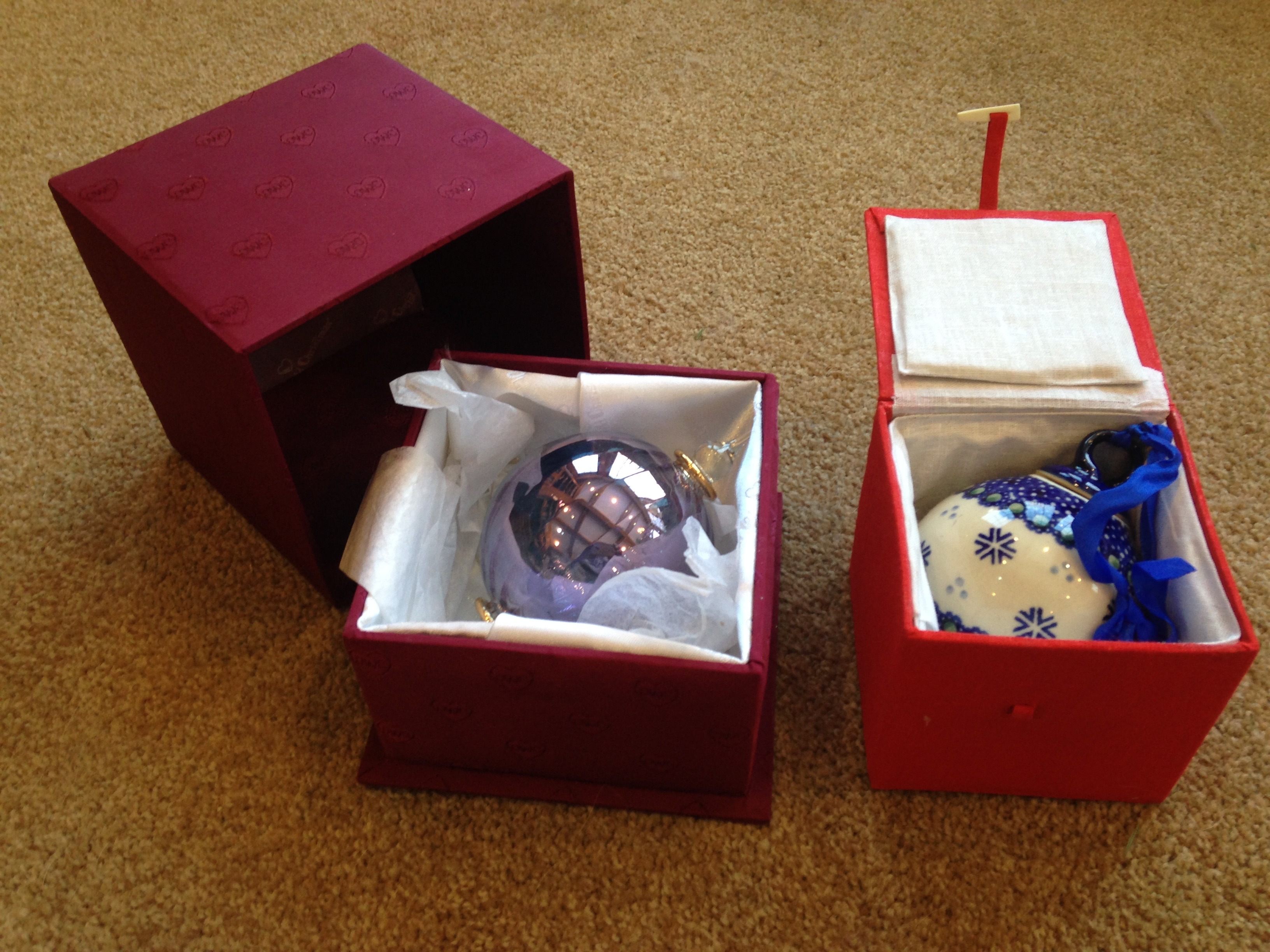
Adornos para árbol de navidad en cajas de almacenamiento
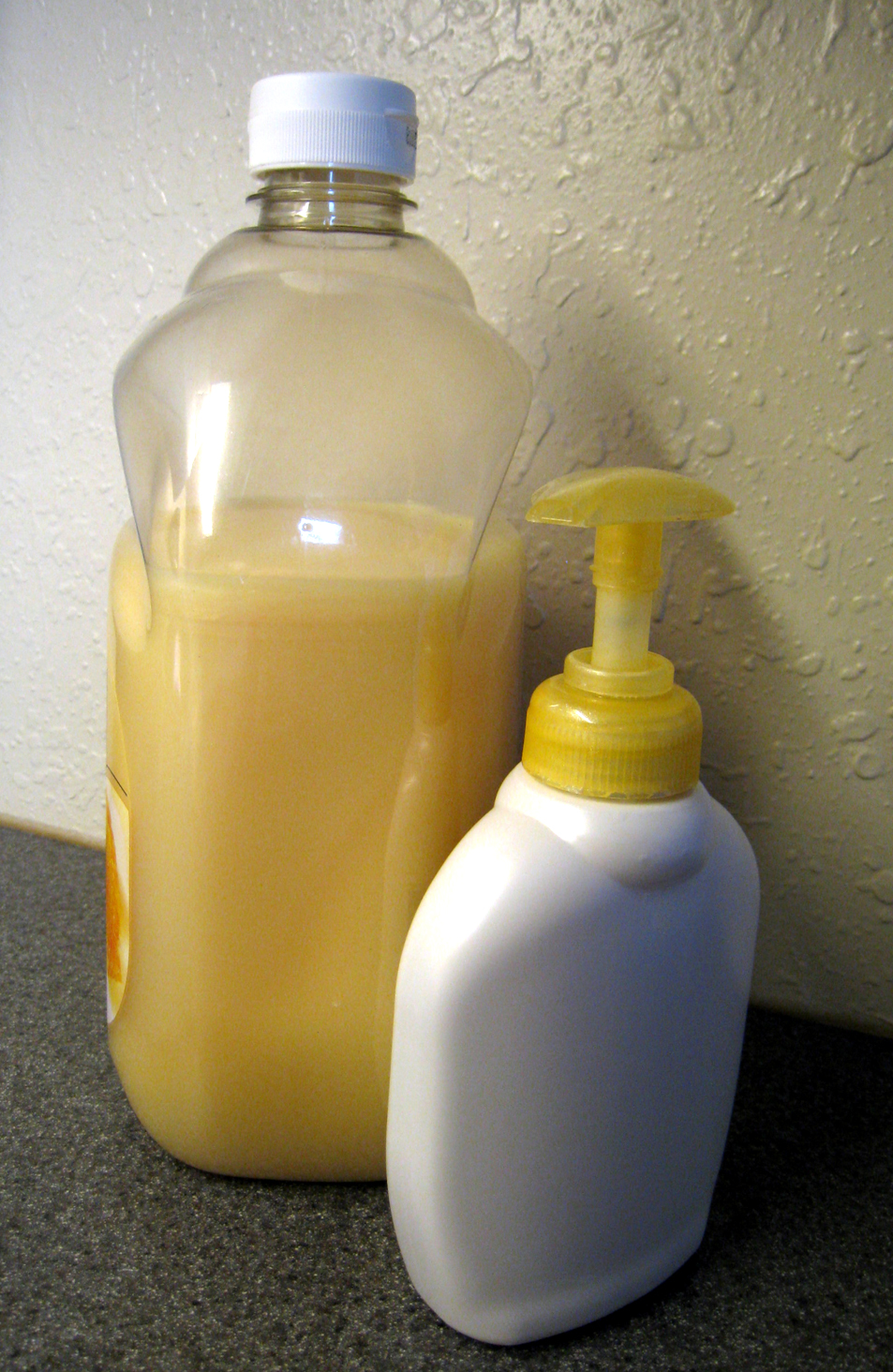
Dispensador rellenable de jabón líquido
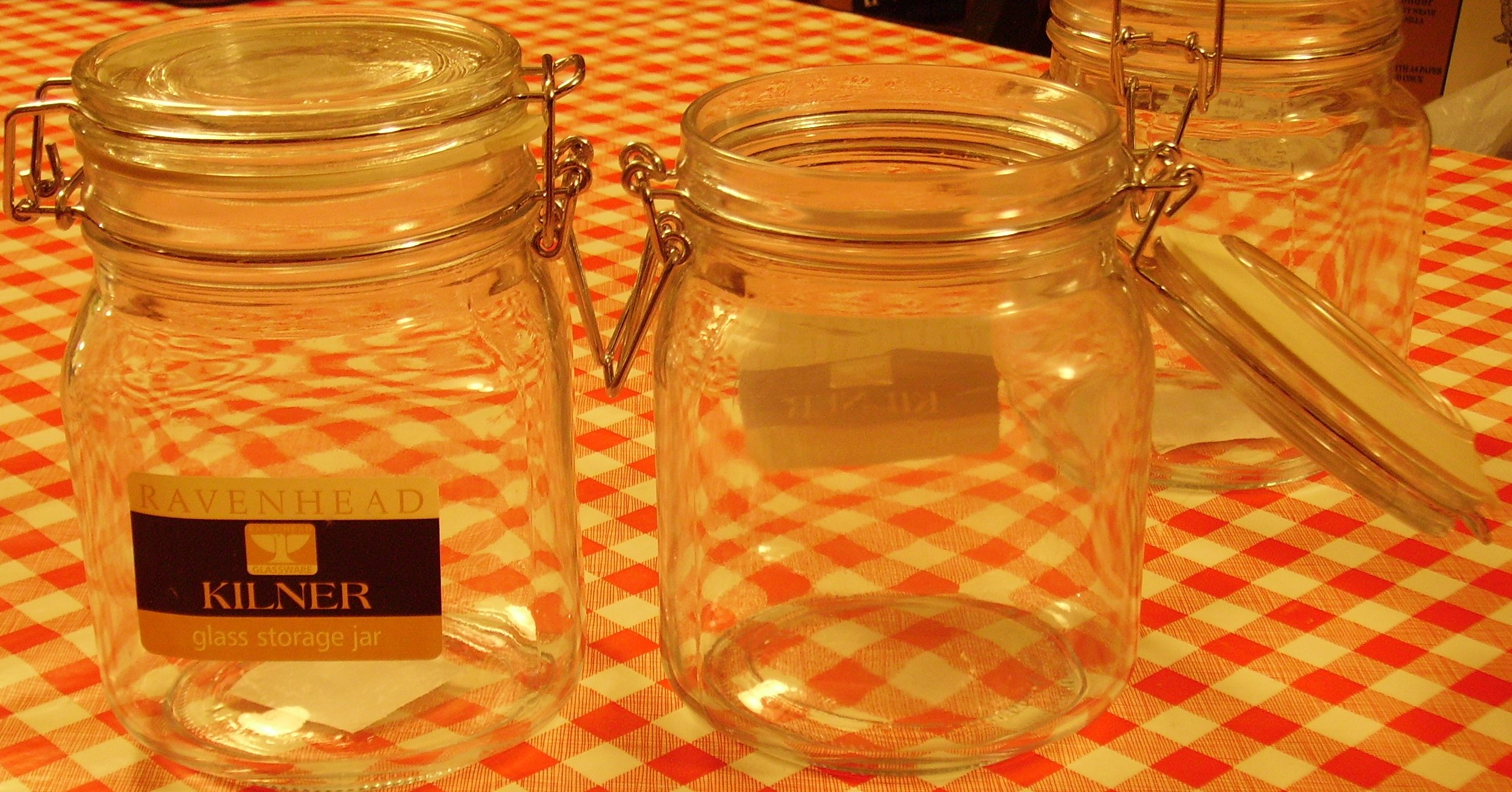
Cierre hermético en frasco de almacenamiento de vidrio
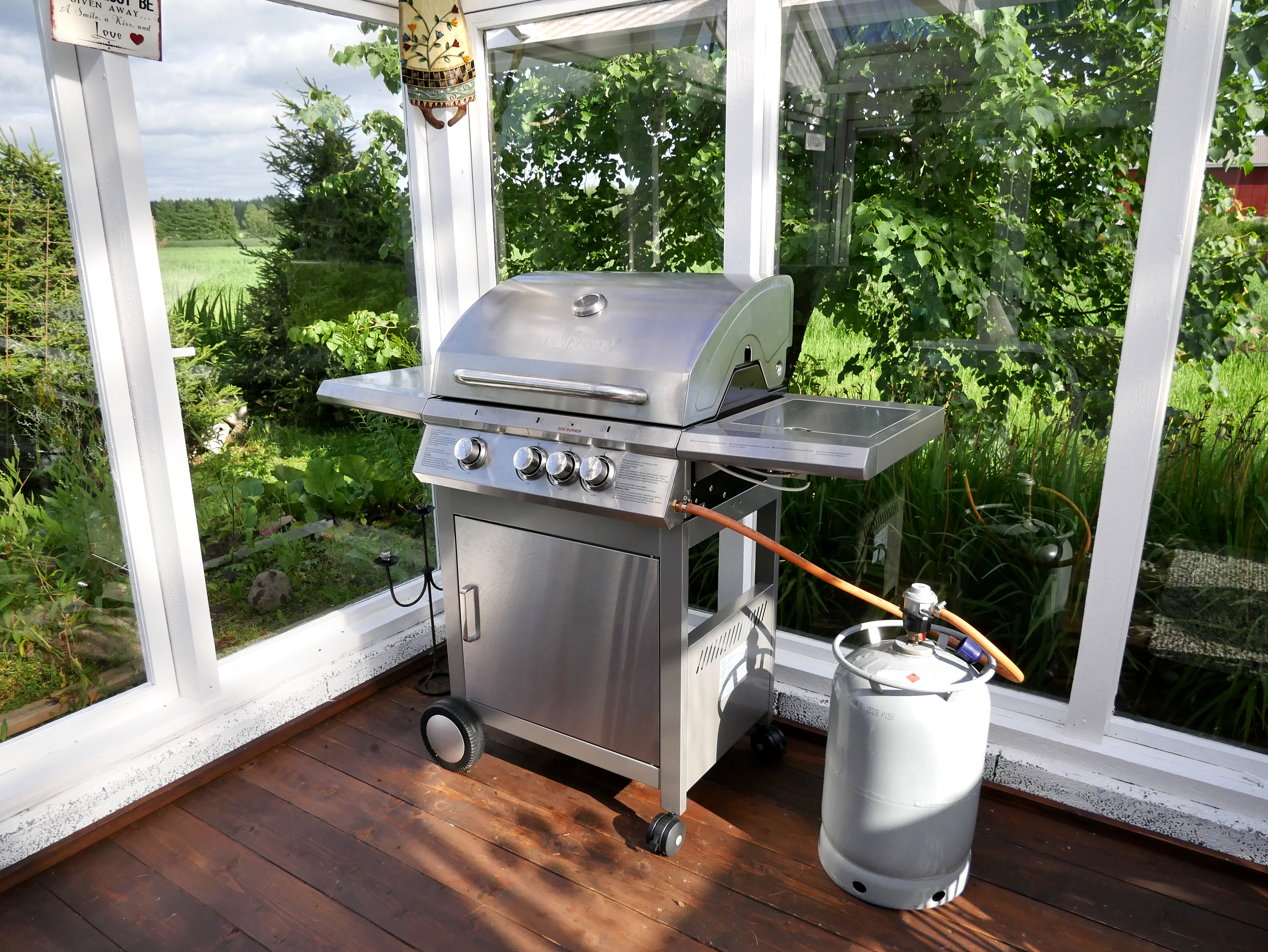
Parrilla a gas con cilindro reutilizable de  gas licuado del petróleo (GLP)

## Reutilizar para otros fines
El embalaje usado suele reutilizarse para fines distintos de su uso original. Por ejemplo, una bolsa de plástico de un solo uso podría reutilizarse como bolsa de basura, bolsa de almacenamiento doméstico o bolsa para heces de perro. Los tambores industriales o de acero pueden reutilizarse como barricadas de tráfico, flotación para muelles o como instrumentos musicales.

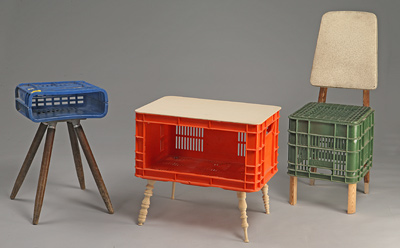
Muebles hechos con cajas de plástico lecheras
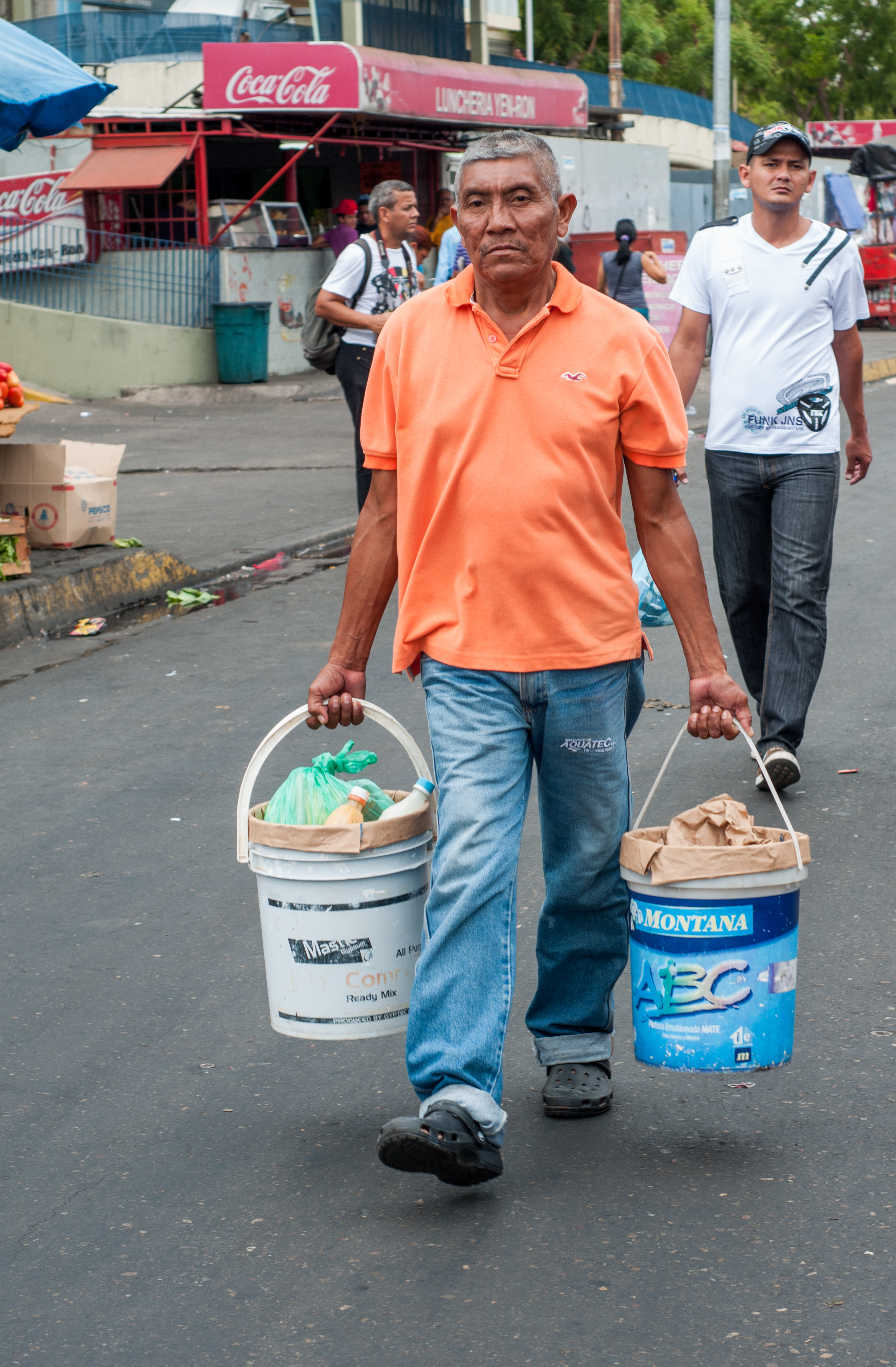
Cubetas de plástico siendo reutilizados para transportar otros artículos
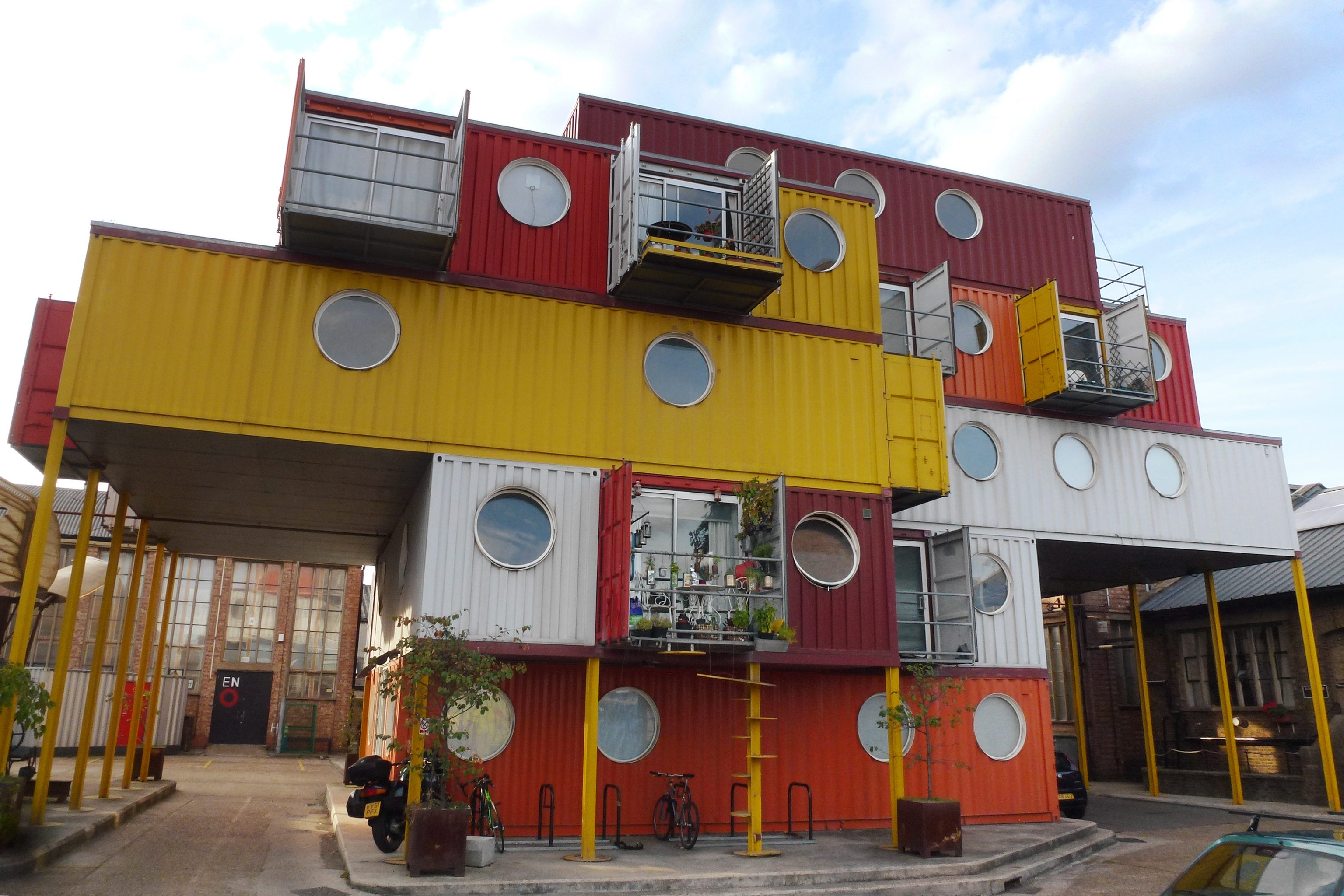
Arquitectura con contenedores de transporte intermodal
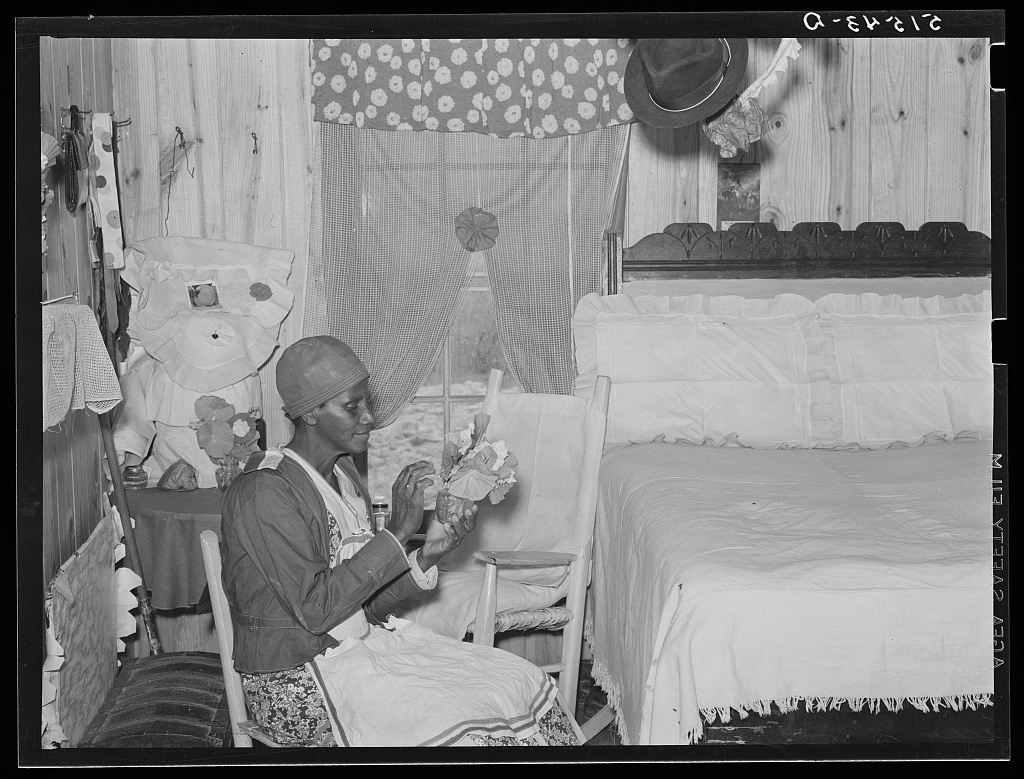
Mujer cosiendo fundas para sillas, colchas y otras cosas hechas con costales de harina de algodón en Alabama.

## Justificación
El embalaje reutilizable suele tener un coste inicial más elevado y utiliza más materiales, y de diferente tipo, en comparación con el empaque de un solo uso. A menudo es necesario añadir complejidad al sistema de distribución. No todos los embalajes justifican ser retornables y reutilizables. 
La innovación en el embalaje representa una oportunidad significativa cuando se aplican modificaciones en plazos inmediatos, intermedios y extendidos.
Se requiere un análisis exhaustivo de costos. Esto involucra todos los costos de material, mano de obra, transporte, inspección, reacondicionamiento, limpieza y gestión o administración. A menudo, estos costos pueden ser cubiertos por diferentes empresas con diferentes estructuras de costos. 
Los costos y beneficios ambientales también pueden ser complejos. El material, la energía, la contaminación, etc., deben ser considerados a lo largo de todo el sistema. Una evaluación del ciclo de vida ofrece una buena metodología para esta tarea.    